# Processione del Santo Sangue di Weingarten
La processione del Santo Sangue (In tedesco: Blutritt) è una delle processioni religiose equestri più importanti d'Europa e quella in onore del Santo Sangue più importante mondo. Si svolge il venerdì "del Sangue" (Blutfreitag), il giorno dopo il giovedì dell'Ascensione, a Weingarten (Württemberg) in Germania.

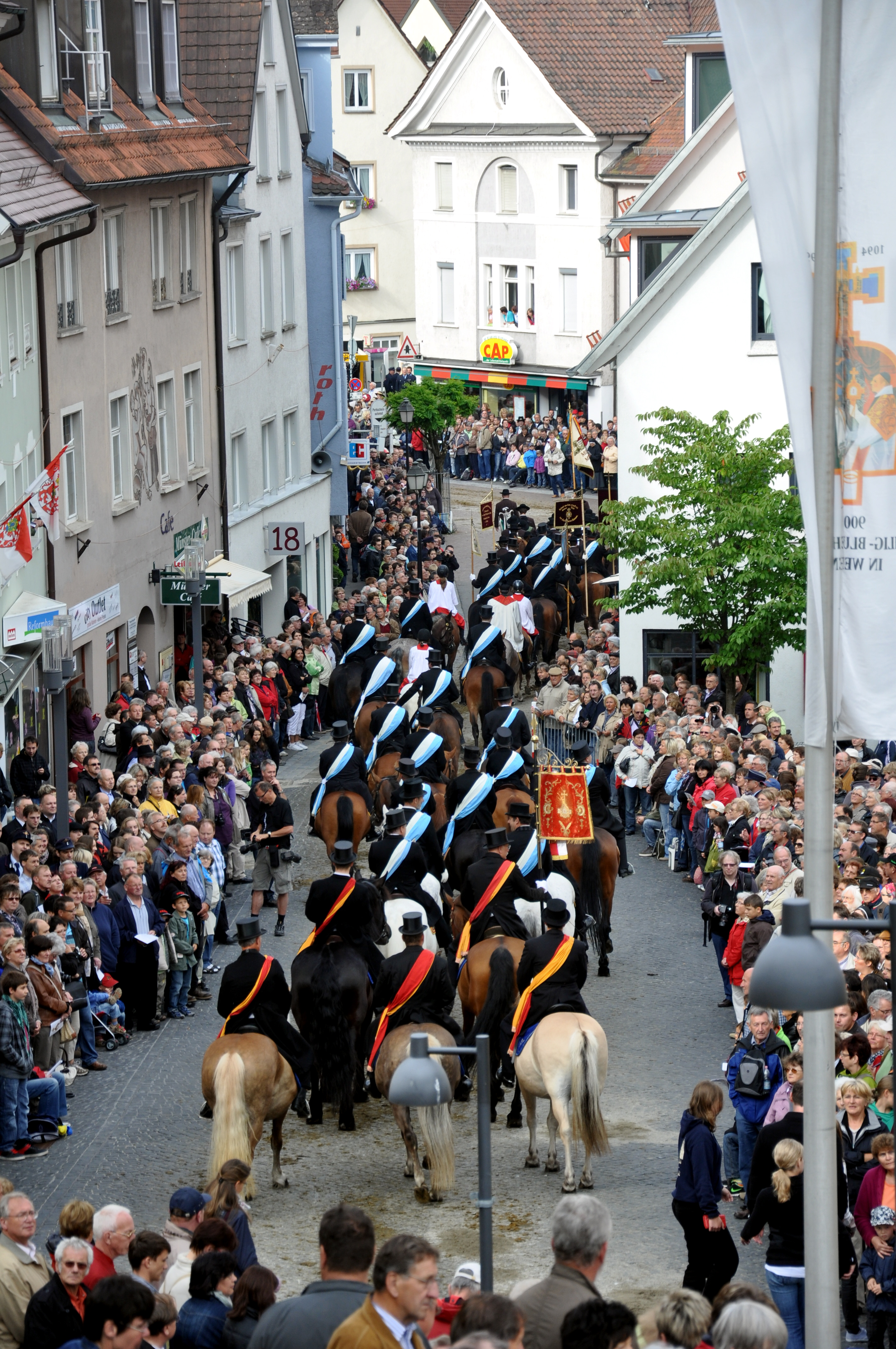
La processione nel 2011

## Storia

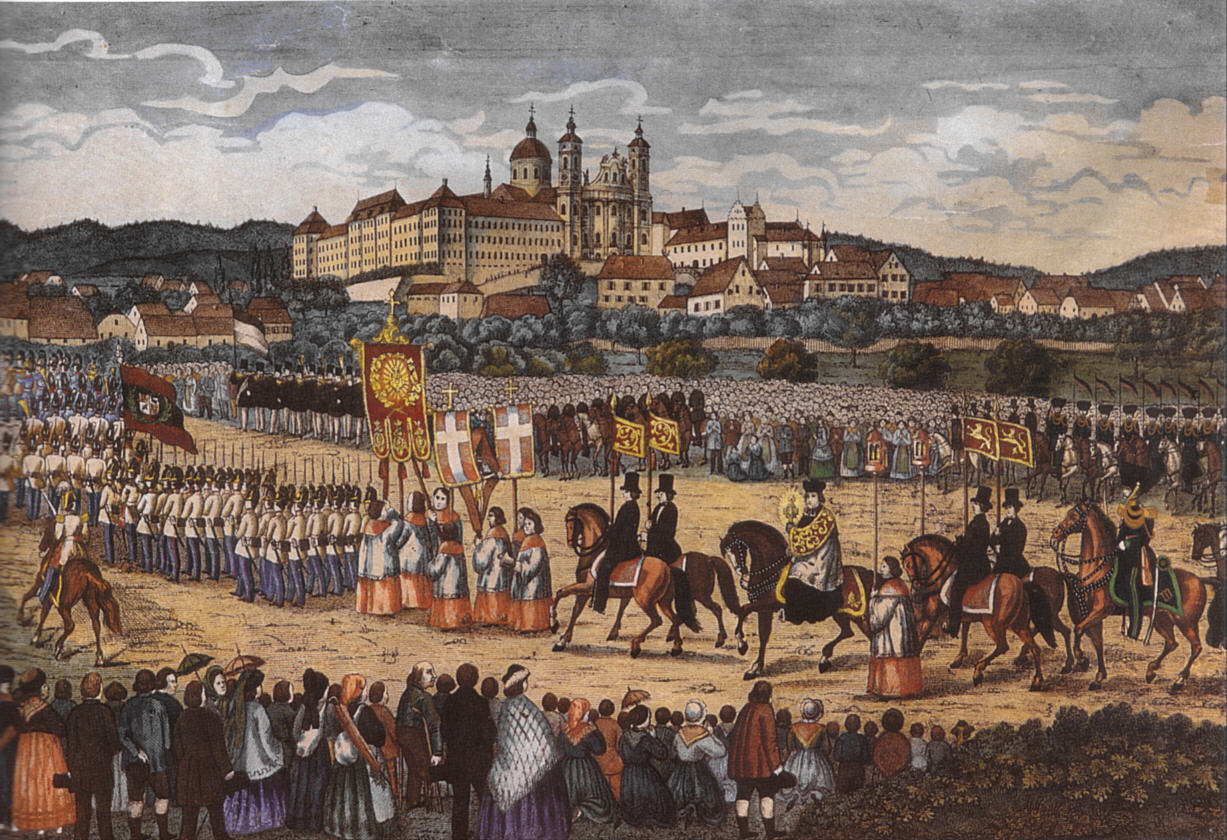
La processione nel 1865 nella lotografia di Joseph Bayer

Questa processione si svolge in onore di un reliquiario contenente, secondo la tradizione popolare, pezzi di terreno del Golgota imbevuti con gocce di sangue riportati da  san Longino della Passione di Gesù in piccole cassette. I resti del centurione Longino sono stati importati a Mantova con le reliquie, di cui una parte è stata acquisita dai guelfi grazie all'imperatore Enrico III e al conte Baldovino V di Fiandra. La sorella di quest'ultimo, Giuditta, duchessa di Baviera e sorella di santa Adele di Francia, donò il reliquiario all'Abbazia di Weingarten, in Svevia, dove è sepolta. La reliquia è lì venerata dunque da quasi un millennio. Si trova di solito in una cappella laterale della basilica di San Martino.
La processione a cavallo risale a quell'epoca. È poi stata citata per la prima volta in forma scritta nel 1529. I festeggiamenti iniziano con la predica festiva nella sera dell'Ascensione, poi una fiaccolata si svolge dalla basilica fino al Kreuzberg. La mattina dopo, il corteo equestre inizia alle sette, dopo la messa dei cavalieri alle sei del mattino. I cavalieri, che sono circa tremila suddivisi in un centinaio di gruppi di città e villaggi della Svevia e Baviera, sono in frac e cappello a cilindro e portano il cordone delle loro corporazioni e associazioni e le loro decorazioni. Nella parte prima del percorso (in città) sfilano inoltre diverse fanfare e cori, poi (nei campi) i cavalieri soli. La processione percorre le vie della città, accompagnata da più di trentamila pellegrini e visitatori. In città ha il carattere di festa, nei campi il carattere di preghiera. Si ferma a quattro stazioni (altari) e si conclude a mezzogiorno davanti alla basilica, dove le reliquie sono venerate nella messa dei fedeli e per l'intero pomeriggio.
Nel 1998 è stato ufficializzato il Gemellaggio tra le città di Mantova e di Weingarten, coinvolgendo i rispettivi municipi, le comunità religiose e realtà associative, questo rapporto di “fratellanza” si esprime anche con la presenza alla Cavalcata del Sacro Sangue “Brutritt” di una piccola rappresentanza dei “Cavalieri di Mantova” che fanno parte della Associazione Mantova-Weingarten; i cavalieri mantovani, vestiti con frac e cilindro, portano i vessilli di Mantova e uniti al Gruppo di Cavalieri di Weingarten scortano la Reliquia nel percorso della Processione.
Un altro corteo equestre in onore del Santo Sangue si svolge nella stessa regione a Bad Wurzach il secondo venerdì di luglio con circa mille e cinquecento cavalieri.

## Galleria d'immagini

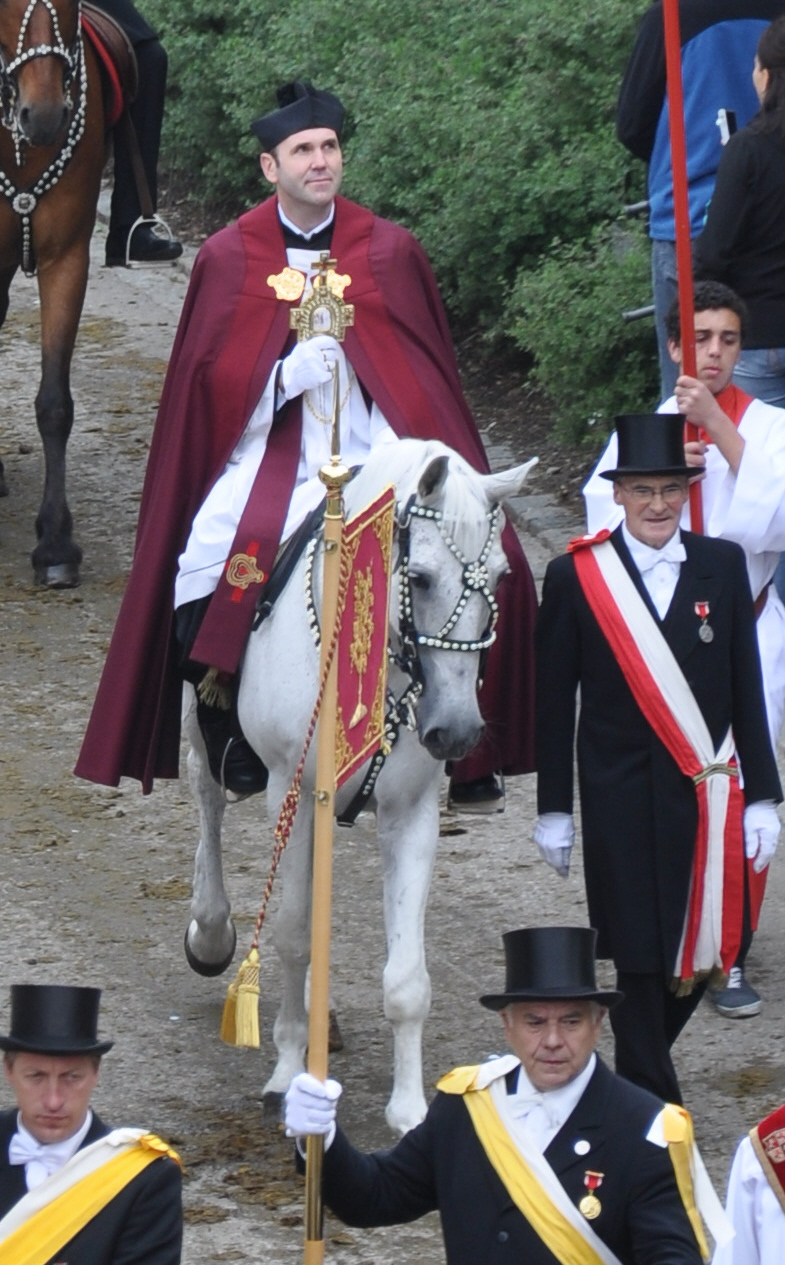
Reliquia portata dal prete
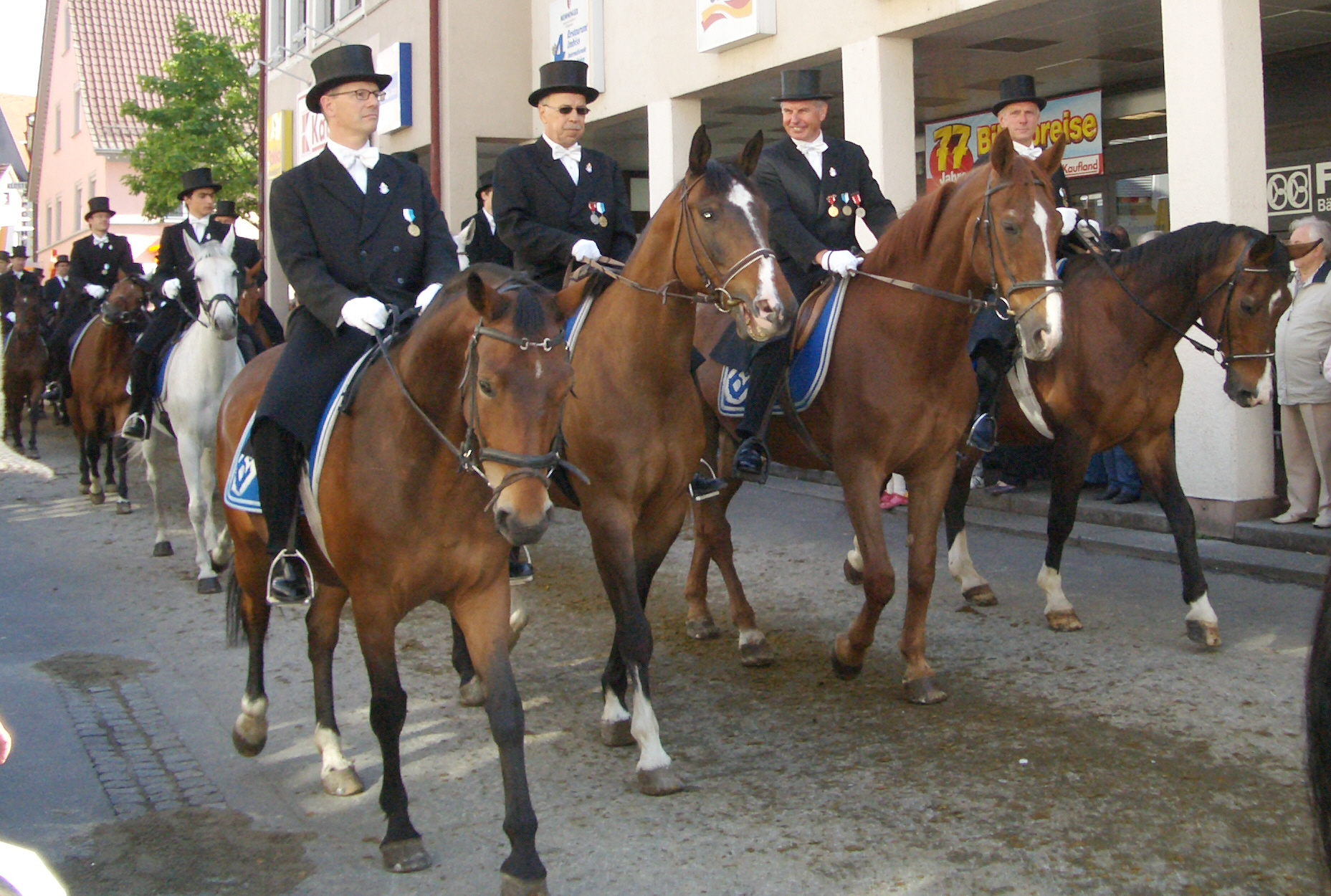
Cavalieri venuti da Ravensburg con le loro decorazioni
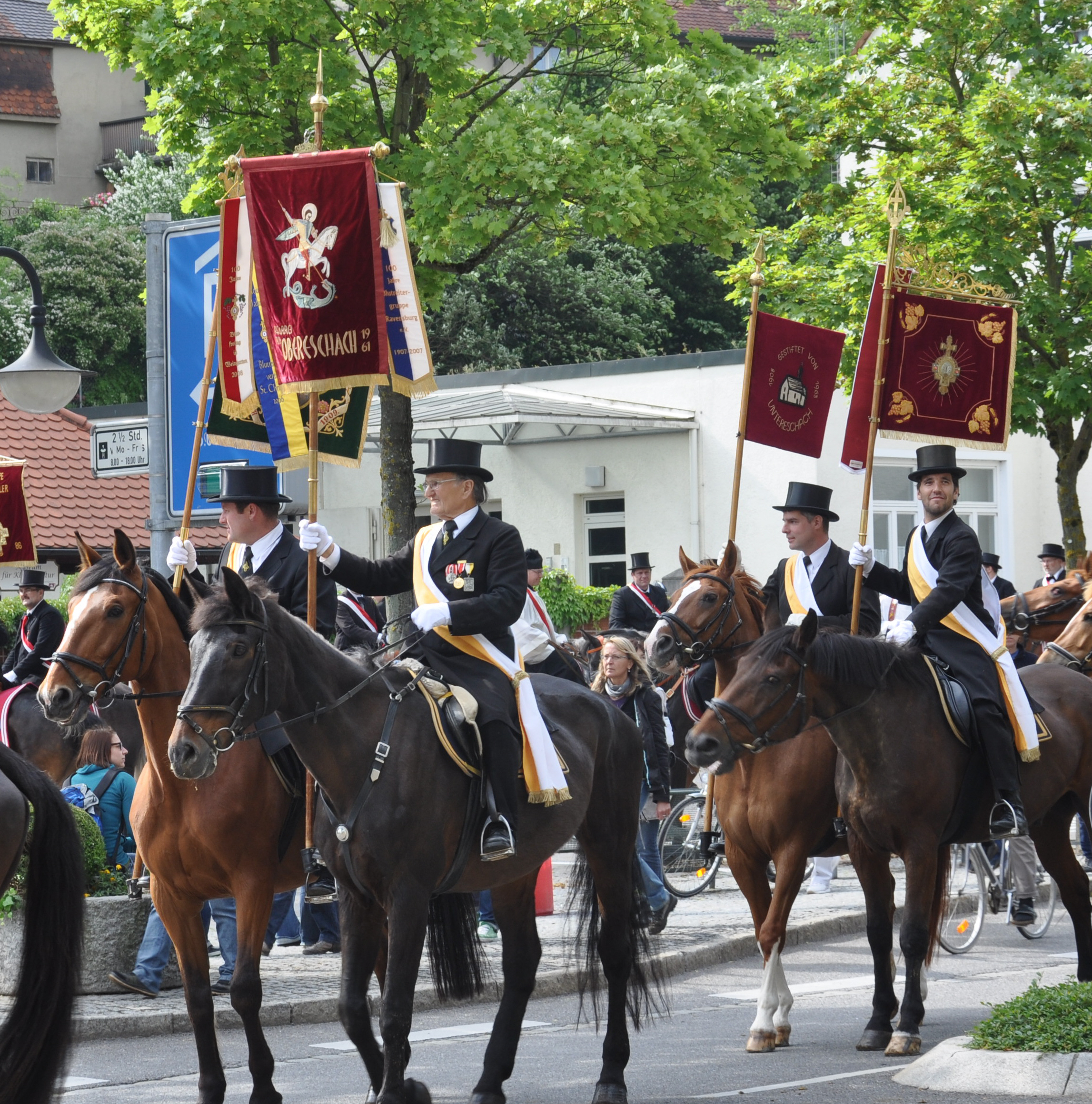
Cavalieri venuti da Eschach con i loro stendardi
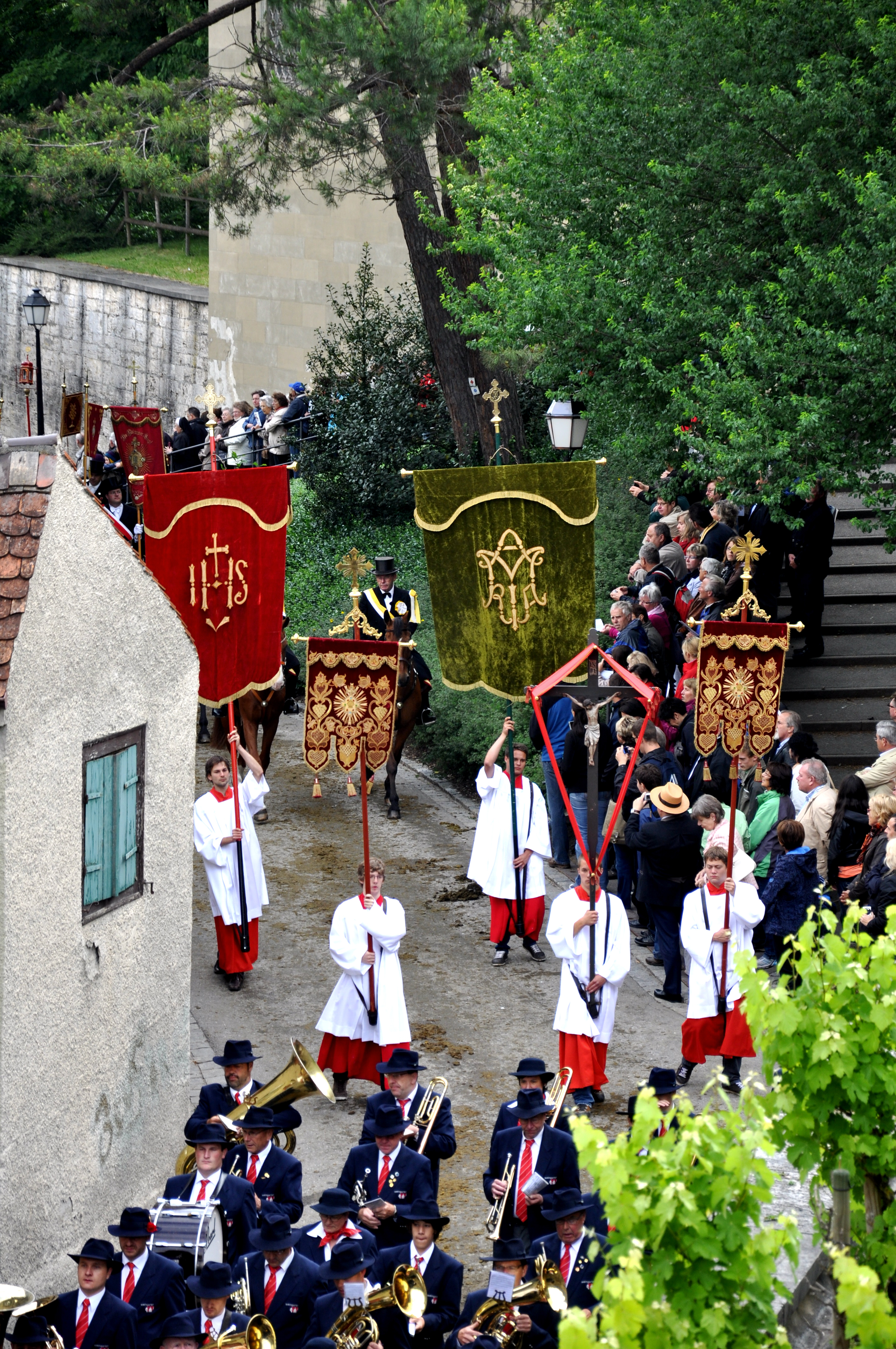
La fanfara di Weingarten
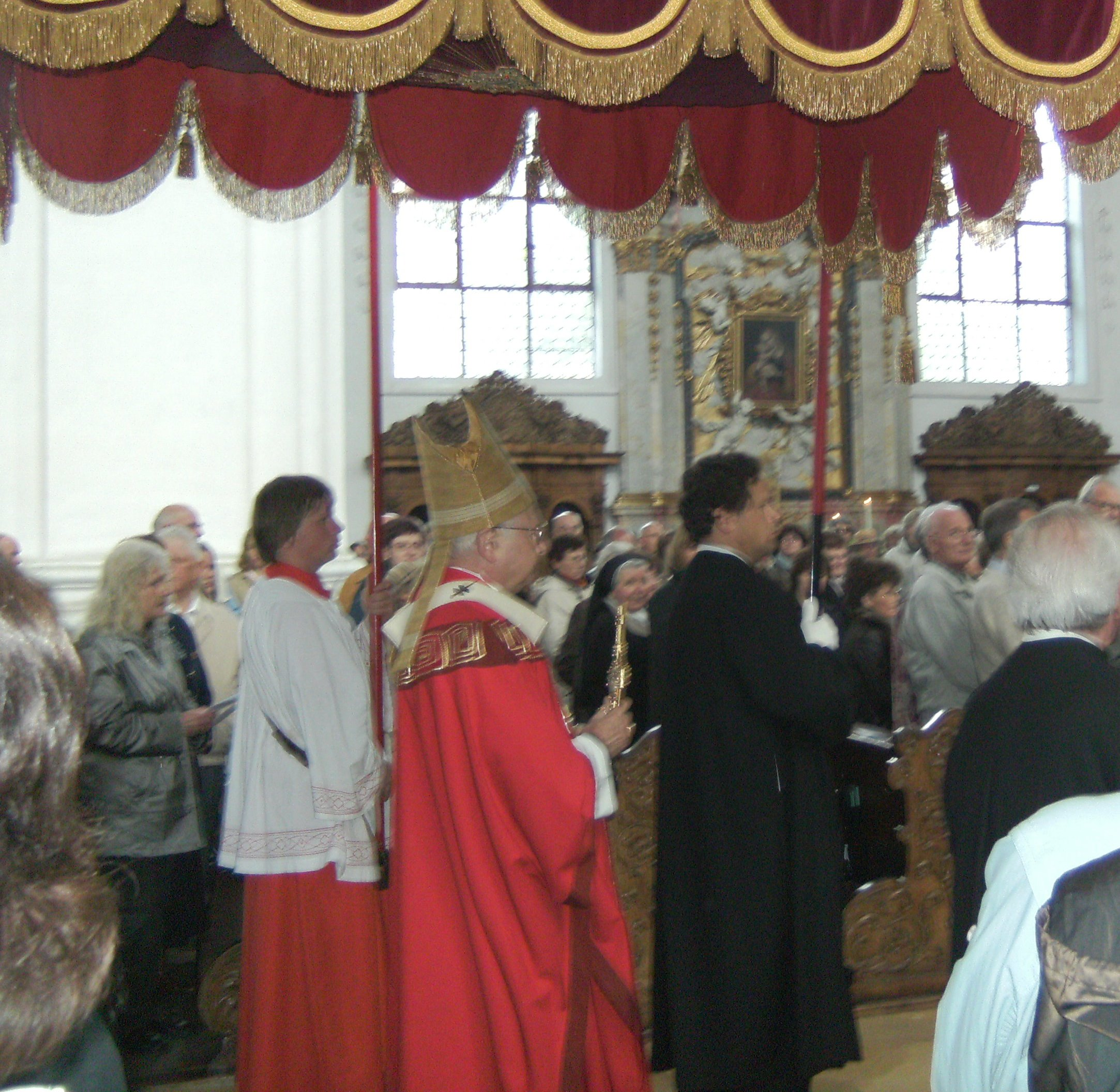
L'arcivescovo Zollitsch entra in basilica con la reliquia (2008)

## Bibliografia

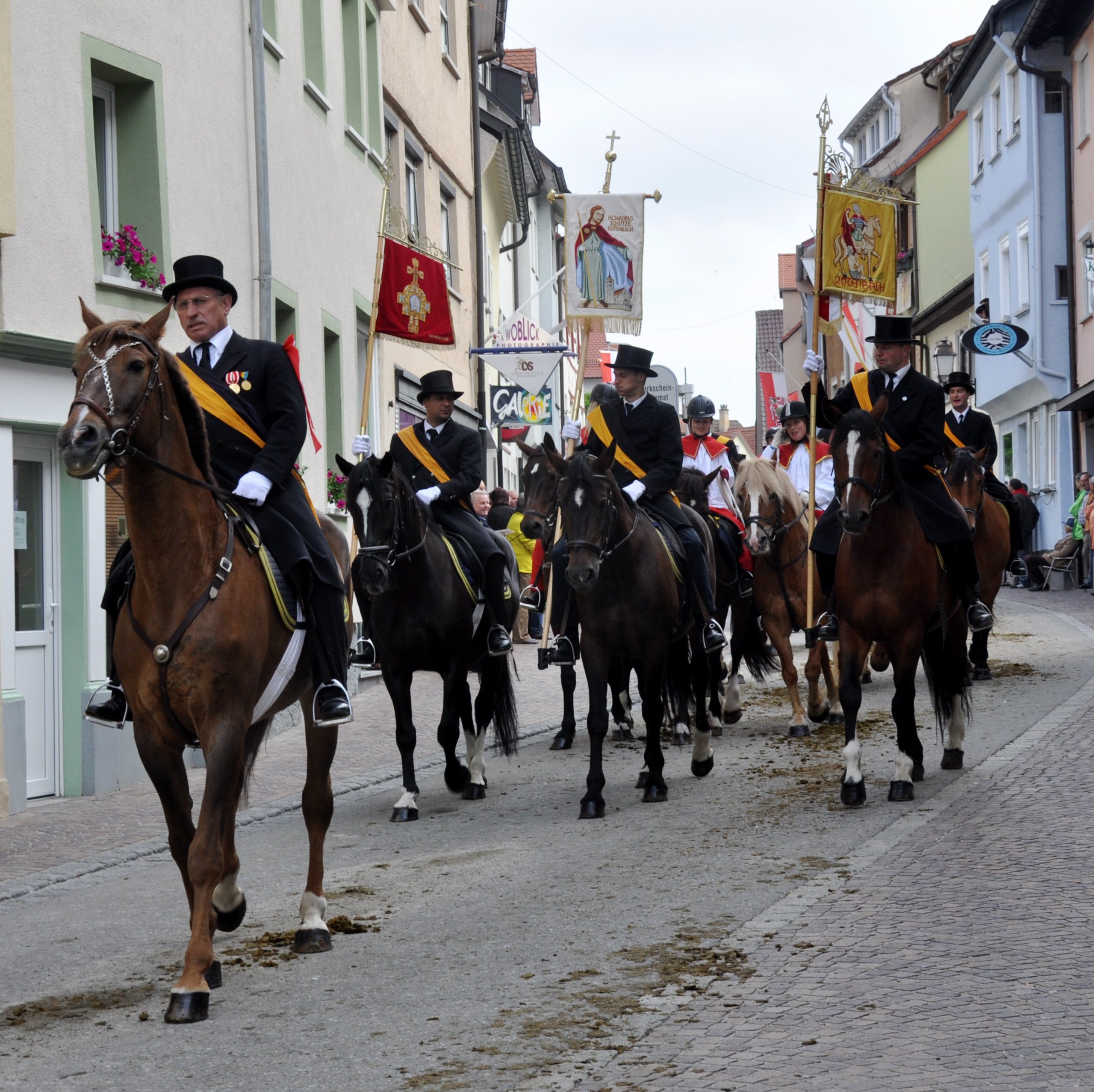
Cavalieri venuti da Rötenbach (2011)